# Aaron Hunt
Aaron Hunt, född 4 september 1986 i Goslar, är en tysk fotbollsspelare som spelar för Hamburger SV.

## Karriär
Aaron Hunt gjorde debut i Bundesliga 18 september 2004. Med en tysk far och en engelsk mor kan Hunt spela för både Tysklands landslag och Englands landslag men har förklarat att han bara kommer att spela internationell fotboll för Tysklands landslag. Han spelade i Tysklands U21-landslag 2005–2009 och gjorde debut i Tysklands A-lag i november 2009.

## Kontrovers
I november 2006 åtalades han av Uefa för allvarligt osportsligt uppträdande efter att ha påståtts fällt rasistiska kommentarer i en match mot sin mors hemland Storbritannien. Hunt blev därför avstängd i två matcher. Men han överklagade beslutet strax därefter och avstängningen togs bort.